# Linha Centro do Metrô do Recife
A Linha Centro do Metrô do Recife é uma das linhas do Metrô do Recife. Bifurcada, o percurso troncal sai da Estação Recife até a Estação Coqueiral, donde partem dois ramais: em direção à Estação Camaragibe, percorrido em 28 minutos desde Recife, e em direção à Estação Jaboatão, percorrido em 24 minutos desde Recife.

## História

### Marcos cronológicos
| Data                   | Trecho                  | Descrição                                                                          |
| ---------------------- | ----------------------- | ---------------------------------------------------------------------------------- |
| 1983                   |                         | Início das obras                                                                   |
| 11 de Março de 1985    | Recife ↔ Werneck        | Inauguração comercial                                                              |
| 8 de Agosto de 1986    | Werneck ↔ Coqueiral     | Inauguração comercial                                                              |
| 24 de Setembro de 1986 | Coqueiral ↔ Rodoviária  | Inauguração comercial                                                              |
| 1986                   | Curado                  | Ativação do terminal rodoviário[carece de fontes?]                                 |
| 1986                   |                         | Início da integração com os ônibus municipais e intermunicipais[carece de fontes?] |
| 29 de Agosto de 1987   | Coqueiral ↔ Jaboatão    | Inauguração comercial                                                              |
| 1998                   | Rodoviária ↔ Camaragibe | Início das obras                                                                   |
| 26 de Dezembro de 2002 | Rodoviária ↔ Camaragibe | Inauguração comercial                                                              |

## Estações
| Nº                    | Estação        | Integração                                               | Observação/Arredores               |
| --------------------- | -------------- | -------------------------------------------------------- | ---------------------------------- |
| 1                     | Recife         | SEI / Metrô Sul                                          | Casa da Cultura / Centro do Recife |
| 2                     | Joana Bezerra  | SEI / Metrô Sul                                          | Fórum do Recife (Justiça Estadual) |
| 3                     | Afogados       | SEI                                                      | Mercado Público de Afogados        |
| 4                     | Ipiranga       |                                                          | 14º Batalhão Logístico do Exército |
| 5                     | Mangueira      |                                                          |                                    |
| 6                     | Santa Luzia    | SEI                                                      | Avenida Recife                     |
| 7                     | Edgar Werneck  |                                                          | Sede do Metrô do Recife            |
| 8                     | Barro          | SEI                                                      | BR 101                             |
| 9                     | Tejipió        |                                                          |                                    |
| 10                    | Coqueiral      | Divisão dos Ramais - Camaragibe / Jaboatão               |                                    |
| 11 (ramal Camaragibe) | Alto do Céu    |                                                          |                                    |
| 12 (ramal Camaragibe) | Curado         | VLT - Linha Curado–Cajueiro Seco                         |                                    |
| 13 (ramal Camaragibe) | Rodoviária     | SEI / Terminal Rodoviário de Passageiros do Recife (TIP) | Complexo Industrial do Curado      |
| 14 (ramal Camaragibe) | Cosme e Damião | SEI                                                      | Próx. á Arena Pernambuco           |
| 15 (ramal Camaragibe) | Camaragibe     | SEI                                                      |                                    |
| 11 (ramal Jaboatão)   | Cavaleiro      | SEI                                                      |                                    |
| 12 (ramal Jaboatão)   | Floriano       |                                                          |                                    |
| 13 (ramal Jaboatão)   | Engenho Velho  |                                                          |                                    |
| 14 (ramal Jaboatão)   | Jaboatão       | SEI                                                      |                                    |